# 4293 Masumi
4293 Masumi (1989 VT) là một tiểu hành tinh vành đai chính được phát hiện ngày 1 tháng 11 năm 1989 bởi Yoshiaki Oshima ở Gekko.